# Queen's Club Championships 1996
I Queen's Club Championships 1996 (conosciuti pure come Stella Artois Championships per motivi di sponsorizzazione) sono stati un torneo di tennis giocato sull'erba. È stata la 103ª edizione dei Queen's Club Championships e faceva parte della categoria ATP World Series nell'ambito dell'ATP Tour 1996. Si è giocato al Queen's Club di Londra in Inghilterra, dal 10 al 17 giugno 1996.

## Campioni

### Singolare
Boris Becker ha battuto in finale  Stefan Edberg con il punteggio di 6–4, 7–6(3).

### Doppio
Todd Woodbridge /  Mark Woodforde hanno battuto in finale  Sébastien Lareau /  Alex O'Brien con il punteggio di 6–2, 6–7, 6–3.